# Lijst van voetbalinterlands China - Qatar
Deze lijst van voetbalinterlands is een overzicht van alle officiële voetbalwedstrijden tussen de nationale teams van China en Qatar. De landen speelden tot op heden twintig keer tegen elkaar. De eerste ontmoeting, een groepswedstrijd tijdens de Aziatische Spelen 1978, werd gespeeld in Bangkok (Thailand) op 9 december 1978.  Het laatste duel, een groepswedstrijd tijdens de Azië Cup 2023, vond plaats op 22 januari 2024 in Ar Rayyan.

## Wedstrijden
| №  | Plaats    | Datum             | Competitie                 | Wedstrijd     | Uitslag |
| -- | --------- | ----------------- | -------------------------- | ------------- | ------- |
| 1  | Bangkok   | 9 december 1978   | Aziatische Spelen 1978     | China – Qatar | 3 – 0   |
| 2  | Guangzhou | 20 september 1984 | Azië Cup 1984 kwalificatie | China – Qatar | 1 – 0   |
| 3  | Singapore | 28 oktober 1989   | WK 1990 kwalificatie       | Qatar − China | 2 − 1   |
| 4  | Hiroshima | 2 november 1992   | Azië Cup 1992              | China − Qatar | 2 − 1   |
| 5  | Doha      | 26 september 1997 | WK 1998 kwalificatie       | Qatar − China | 1 − 1   |
| 6  | Dalian    | 31 oktober 1997   | WK 1998 kwalificatie       | China − Qatar | 2 − 3   |
| 7  | Sidon     | 23 oktober 2000   | Azië Cup 2000              | China − Qatar | 3 − 1   |
| 8  | Bangkok   | 10 februari 2001  | Vriendschappelijk          | China − Qatar | 1 − 1   |
| 9  | Doha      | 7 september 2001  | WK 2002 kwalificatie       | Qatar − China | 1 − 1   |
| 10 | Shenyang  | 13 oktober 2001   | WK 2002 kwalificatie       | China − Qatar | 3 − 0   |
| 11 | Beijing   | 25 juli 2004      | Azië Cup 2004              | China − Qatar | 1 − 0   |
| 12 | Doha      | 2 juni 2008       | WK 2010 kwalificatie       | Qatar − China | 0 − 0   |
| 13 | Tianjin   | 7 juni 2008       | WK 2010 kwalificatie       | China − Qatar | 0 − 1   |
| 14 | Doha      | 12 januari 2011   | Azië Cup 2011              | Qatar − China | 2 − 0   |
| 15 | Doha      | 8 oktober 2015    | WK 2018 kwalificatie       | Qatar − China | 1 − 0   |
| 16 | Xi'an     | 29 maart 2016     | WK 2018 kwalificatie       | China − Qatar | 2 − 0   |
| 17 | Kunming   | 15 november 2016  | WK 2018 kwalificatie       | China − Qatar | 0 − 0   |
| 18 | Doha      | 5 september 2017  | WK 2018 kwalificatie       | Qatar − China | 1 − 2   |
| 19 | Doha      | 7 september 2018  | Vriendschappelijk          | Qatar − China | 1 − 0   |
| 20 | Ar Rayyan | 22 januari 2024   | Azië Cup 2023              | Qatar − China | 1 − 0   |

## Samenvatting
| Competitie            | Totaal gespeeld | Winst China | Gelijk | Winst Qatar | Doelsaldo China – Qatar |
| --------------------- | --------------- | ----------- | ------ | ----------- | ----------------------- |
| WK-kwalificatie       | 11              | 3           | 4      | 4           | 12 − 10                 |
| Azië Cup              | 5               | 3           | 0      | 2           | 6 − 5                   |
| Azië Cup-kwalificatie | 1               | 1           | 0      | 0           | 1 − 0                   |
| Aziatische Spelen     | 1               | 1           | 0      | 0           | 3 − 0                   |
| Vriendschappelijk     | 2               | 0           | 1      | 1           | 1 − 2                   |
| Totaal                | 20              | 8           | 5      | 7           | 23 – 17                 |

Wedstrijden bepaald door strafschoppen worden, in lijn met de FIFA, als een gelijkspel gerekend.
CFA · A-internationals · Selecties · Bondscoaches · Statistieken · Chinees vrouwenelftal · China U21 · China U20 · China U19 · China U18 · China U17
1948 – 1969 · 
1970 – 1979 · 
1980 – 1989 · 
1990 – 1999 · 
2000 – 2009 · 
2010 – 2019 ·
2020 − 2029
Azië Cup 1976 · 
Azië Cup 1980 · 
Azië Cup 1984 · 
Azië Cup 1988 · 
Azië Cup 1992 · 
Azië Cup 1996 · 
Azië Cup 2000 · 
Azië Cup 2004 · 
Azië Cup 2007 · 
Azië Cup 2011
WK 2002
OS 1988 · 
OS 2008
1948 · 
1949–1951 · 
1952 · 
1953–1955 · 
1956 · 
1957 · 
1958 · 
1959 · 
1960 · 
1961–1962 · 
1963 · 
1964 · 
1965 · 
1966 · 
1967–1970 · 
1971 · 
1972 · 
1973 · 
1974 · 
1975 · 
1976 · 
1977 · 
1978 · 
1979 · 
1980 · 
1981 · 
1982 · 
1983 · 
1984 · 
1985 · 
1986 · 
1987 · 
1988 · 
1989 · 
1990 · 
1991 · 
1992 · 
1993 · 
1994 · 
1995 · 
1996 · 
1997 · 
1998 · 
1999 · 
2000 · 
2001 · 
2002 · 
2003 · 
2004 · 
2005 · 
2006 · 
2007 · 
2008 · 
2009 · 
2010 · 
2011 · 
2012 · 
2013 · 
2014 ·
2015 ·
2016 ·
2017 ·
2018 ·
2019 ·
2020 ·
2021
Afghanistan ·
Albanië ·
Algerije ·
Andorra ·
Argentinië ·
Australië ·
Bahrein ·
Bangladesh ·
Bhutan ·
Bosnië en Herzegovina ·
Botswana ·
Brazilië ·
Brunei ·
Cambodja ·
Canada ·
Chili ·
Colombia ·
Congo-Kinshasa ·
Costa Rica ·
Cuba ·
Duitsland ·
Egypte ·
El Salvador ·
Engeland ·
Estland ·
Fiji ·
Filipijnen ·
Finland ·
Frankrijk ·
Gambia ·
Ghana ·
Groot-Brittannië ·
Guam ·
Guinee ·
Haïti ·
Honduras ·
Hongarije ·
Hongkong ·
Ierland ·
IJsland ·
India ·
Indonesië ·
Irak ·
Iran ·
Italië ·
Jamaica ·
Japan ·
Jemen ·
Joegoslavië ·
Jordanië ·
Kazachstan ·
Kenia ·
Kirgizië ·
Koeweit ·
Kroatië ·
Laos ·
Letland ·
Libanon ·
Liechtenstein ·
Macau ·
Malediven ·
Maleisië ·
Mali ·
Marokko ·
Mexico ·
Myanmar ·
Nederland ·
Nepal ·
Nieuw-Zeeland ·
Noord-Korea ·
Noord-Macedonië ·
Noorwegen ·
Oezbekistan ·
Oman ·
Pakistan ·
Palestina ·
Papoea-Nieuw-Guinea ·
Paraguay ·
Peru ·
Polen ·
Portugal ·
Qatar ·
Roemenië ·
Saoedi-Arabië ·
Senegal ·
Servië ·
Servië en Montenegro ·
Sierra Leone ·
Singapore ·
Slovenië ·
Soedan ·
Somalië ·
Sovjet-Unie ·
Spanje ·
Sri Lanka ·
Syrië ·
Tadzjikistan ·
Tanzania ·
Thailand ·
Trinidad en Tobago ·
Tsjechië ·
Tunesië ·
Turkije ·
Turkmenistan ·
Uruguay ·
Venezuela ·
Verenigde Arabische Emiraten ·
Verenigde Staten ·
Vietnam ·
Wales ·
Zambia ·
Zimbabwe ·
Zuid-Korea ·
Zweden ·
Zwitserland
Brazilië (2002) · 
Costa Rica (2002)
QFA · A-internationals · Bondscoaches · Statistieken · Qatarees vrouwenelftal · Qatar U21 · Qatar U20 · Qatar U19 · Qatar U18 · Qatar U17
1970 – 1979 ·
1980 – 1989 ·
1990 – 1999 ·
2000 – 2009 ·
2010 – 2019 ·
2020 − 2029
OS 1984 · 
OS 1992
1970 · 
1971 · 
1972 · 
1973 · 
1974 · 
1975 · 
1976 · 
1977 · 
1978 · 
1979 · 
1980 · 
1981 · 
1982 · 
1983 · 
1984 · 
1985 · 
1986 · 
1987 · 
1988 · 
1989 · 
1990 · 
1991 · 
1992 · 
1993 · 
1994 · 
1995 · 
1996 · 
1997 · 
1998 · 
1999 · 
2000 · 
2001 · 
2002 · 
2003 · 
2004 · 
2005 · 
2006 · 
2007 · 
2008 · 
2009 · 
2010 · 
2011 · 
2012 · 
2013 · 
2014 ·
2015 ·
2016 ·
2017 ·
2018 ·
2019 ·
2020 ·
2021 ·
2022 ·
2023 ·
2024
Afghanistan ·
Albanië ·
Algerije ·
Andorra ·
Argentinië ·
Australië ·
Azerbeidzjan ·
Bahrein ·
Bangladesh ·
België ·
Bhutan ·
Bosnië en Herzegovina ·
Brazilië .
Bulgarije ·
Burkina Faso ·
Cambodja ·
Canada ·
Chili ·
China ·
Colombia ·
Congo-Kinshasa ·
Costa Rica ·
Curaçao ·
Ecuador ·
Egypte ·
El Salvador ·
Estland ·
Filipijnen ·
Finland ·
Georgië ·
Ghana ·
Grenada ·
Griekenland ·
Guatemala ·
Haïti ·
Honduras ·
Hongarije ·
Hongkong ·
Ierland ·
IJsland ·
India ·
Indonesië ·
Irak ·
Iran ·
Ivoorkust ·
Jamaica ·
Japan ·
Jemen ·
Jordanië ·
Kazachstan ·
Kenia ·
Kirgizië ·
Koeweit ·
Kroatië ·
Laos ·
Letland ·
Libanon ·
Libië ·
Liechtenstein ·
Luxemburg ·
Malediven ·
Maleisië ·
Mali ·
Malta ·
Marokko ·
Mauritius ·
Mexico ·
Moldavië ·
Myanmar ·
Nederland ·
Nieuw-Zeeland ·
Noord-Ierland ·
Noord-Korea ·
Noord-Macedonië ·
Noorwegen ·
Oezbekistan ·
Oman ·
Pakistan ·
Palestina ·
Panama ·
Paraguay ·
Peru ·
Portugal ·
Rusland ·
Saoedi-Arabië ·
Schotland ·
Senegal ·
Servië ·
Singapore ·
Slovenië ·
Soedan ·
Sri Lanka ·
Syrië ·
Tadzjikistan ·
Thailand ·
Tsjechië ·
Tunesië ·
Turkije · 
Turkmenistan ·
Verenigde Arabische Emiraten ·
Verenigde Staten ·
Vietnam ·
Wales ·
Zimbabwe ·
Zuid-Korea ·
Zweden ·
Zwitserland
Ecuador (2022) ·
Nederland (2022)